# Vareniki

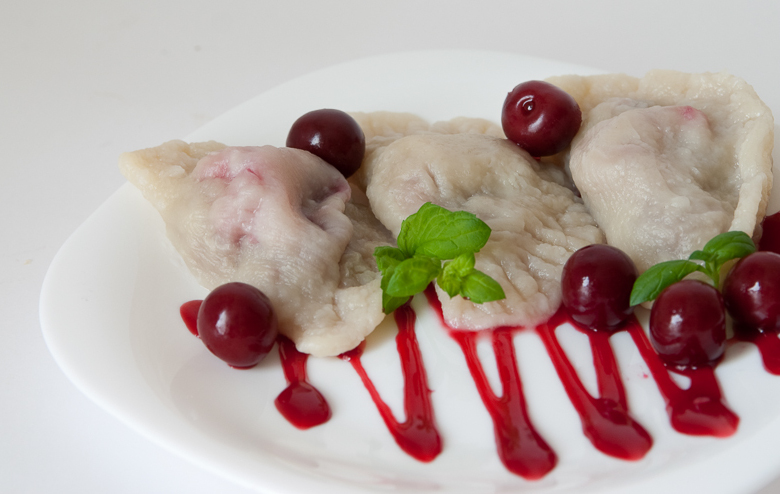
Varenyki riempiti con ciliegie come dessert

I vareniki (варе́ники in russo e варе́ники in ucraino) sono un piatto tradizionale della cucina ucraina fatti di pasta ripiena di forma triangolare o a mezza luna, con ripieni a base di patate, carne, cavolo, funghi, formaggio fresco molle o bacche (ciliegie, mirtilli ecc.).
Questo piatto è considerato uno dei piatti più tradizionali slavi della Russia e dell'Ucraina. La parola varenyk deriva dal verbo cuocere in acqua (варити in ucraino). Il piatto pronto è servito con panna acida o olio con cipolle fritte. Si distingue dai pierogi perché vengono cucinati in acqua mentre i pierogi sono cucinati tradizionalmente in padella con un filo d'olio vegetale.
L'impasto per i ravioli vareniki è a base di farina di frumento, può essere azzimo, lievitato, con kefir. Viene steso in uno strato sottile, da cui vengono tagliati pezzi rotondi, obliqui o quadrati, e in essi viene avvolto il ripieno, che è spesso di carne bollita tritata con cipolle fritte, cavolo stufato, patate bollite, ricotta; si può anche fare con frutti di bosco freschi: ciliegie, mirtilli, fragole. Successivamente, i bordi dell'impasto vengono pizzicati, messi in acqua bollente (o al vapore) e fatti bollire fino a quando non vengono a galla (più un altro minuto o due, a seconda delle loro dimensioni).
I ravioli con carne o patate possono anche essere fritti in olio dopo la cottura. Vengono serviti caldi con panna acida e/o burro. I ravioli dolci (ciliegie, ricotta) sono spesso cosparsi di zucchero o versati con miele.